# Crocodylus niloticus
El cocodrilo del Nilo (Crocodylus niloticus) es una especie de saurópsido de la familia Crocodylidae. Es una de las cuatro especies de cocodrilos que habitan en África (junto con el cocodrilo hociquifino africano, el cocodrilo del desierto y el cocodrilo enano), y una de las más grandes en el mundo, solo superado por el cocodrilo de agua salada. Puede alcanzar los 6 m de largo y pesar hasta 700 kg, aunque sus tallas medias son de 4 metros y de 225 kg.

## Descripción
Puede medir hasta 6 metros de largo y pesar hasta 700 kilogramos de peso. Su coloración puede ser verde oliva brillante, verde oscuro o bronce en el dorso y amarillo pálido en el vientre.
Su fórmula dental es la siguiente: 18-19/15.

## Distribución y hábitat
Pese a lo que su nombre común podría dar a entender, no es exclusivo del Nilo, sino que se encuentra en prácticamente toda el área del África subsahariana y en la isla de Madagascar. Vive en lagos y ríos de agua dulce.

## Comportamiento
Su ceremonia de cortejo es espectacular; el macho defiende un trecho de arena, rugiendo a cualquier intruso. Cuando la hembra se siente atraída por el ruido, el macho sacude el cuerpo y expulsa agua por las fosas nasales.
Se alimenta de diferentes animales, sobre todo peces, reptiles, aves y mamíferos. En ocasiones ataca a animales que se acercan al agua para beber; los arrastra al agua y ahoga. Al comer, como no pueden masticar, agarra una parte del cuerpo y mientras la tienen sujeta giran todo su cuerpo hasta arrancar un trozo de carne.
Esta especie de cocodrilo es particularmente agresiva y peligrosa para los seres humanos, siendo solo superada en riesgo por el cocodrilo de agua salada de Australia y el sudeste asiático.

## El cocodrilo en la mitología egipcia

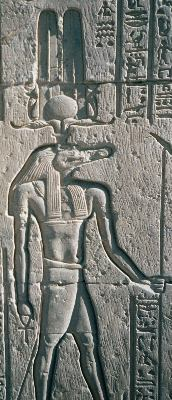
Sobek.

Ha sido al mismo tiempo odiado y reverenciado por el hombre, especialmente en el Antiguo Egipto, donde los cocodrilos eran momificados y se les rendía culto. Los antiguos egipcios rendían culto a Sobek, un dios-cocodrilo asociado con la fertilidad, la protección, y el poder del faraón. La relación de los egipcios con Sobek era ambivalente: en ocasiones dieron caza a los cocodrilos, e injuriaron al dios, y otras veces lo vieron como el protector del faraón y origen de su poder. 
Sobek era representado como un cocodrilo, o como hombre con cabeza de cocodrilo, con la corona Atef. El principal lugar de culto estaba en una ciudad del Imperio Medio, Shedet, en el oasis de El-Fayum, en árabe al-Fayyum, lugar que era conocido por los griegos con el nombre de "Cocodrilópolis", o la ptolemaica Arsínoe. Otro templo de importancia dedicado a Sobek se encuentra en Kom Ombo. 
Según Heródoto, en el siglo V a. C. algunos egipcios tenían cocodrilos como animales domésticos. En el estanque del templo de Sobek, en Arsínoe, vivía un cocodrilo sagrado, al que se alimentaba, cubría de joyas y rendía culto. Cuando los cocodrilos morían eran embalsamados, momificados, depositados en sarcófagos y enterrados en tumba sagrada. Han sido hallados cocodrilos momificados en sepulturas egipcias, incluso huevos de cocodrilo embalsamados. 
En el antiguo Egipto se utilizaba la magia para aplacar a los cocodrilos. Incluso en la época actual, los pescadores nubios ponen cocodrilos disecados en los umbrales de sus puertas para prevenir el mal. 
El cocodrilo se relacionó también en ocasiones con Seth, el dios del mal.

## Galería

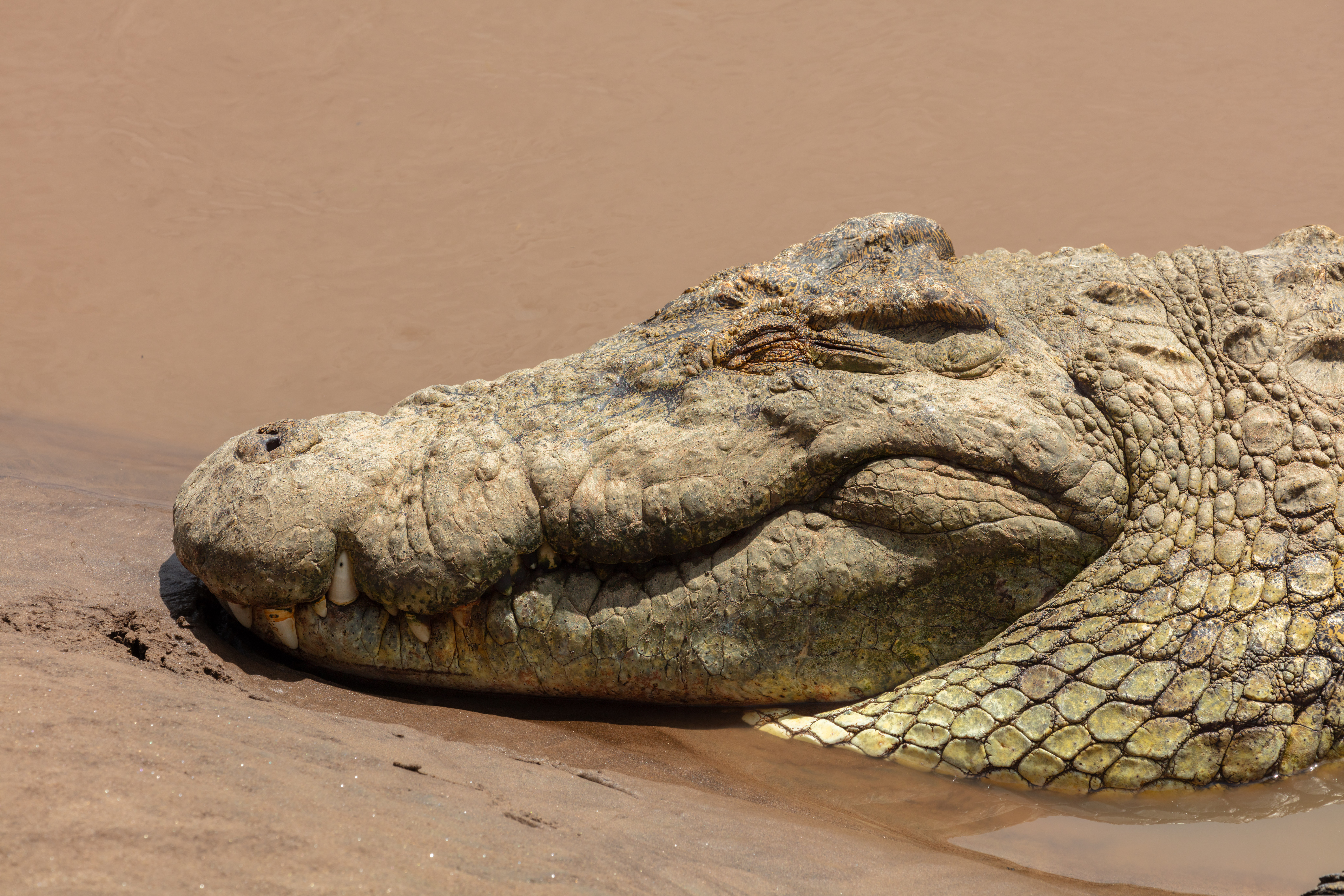
Primer plano de un cocodrilo del Nilo en Masái Mara, Kenia..
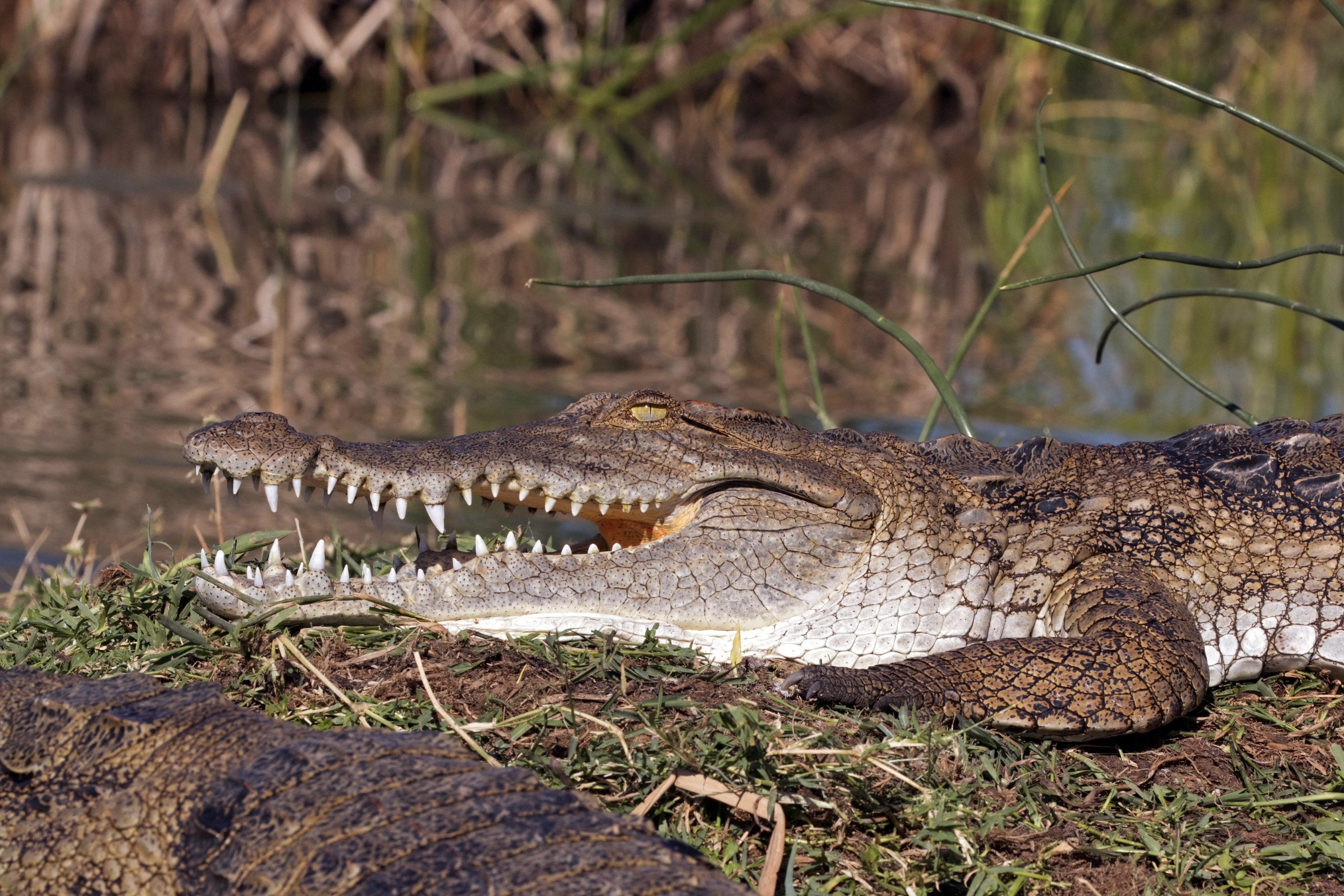
Lago Baringo, Kenia.
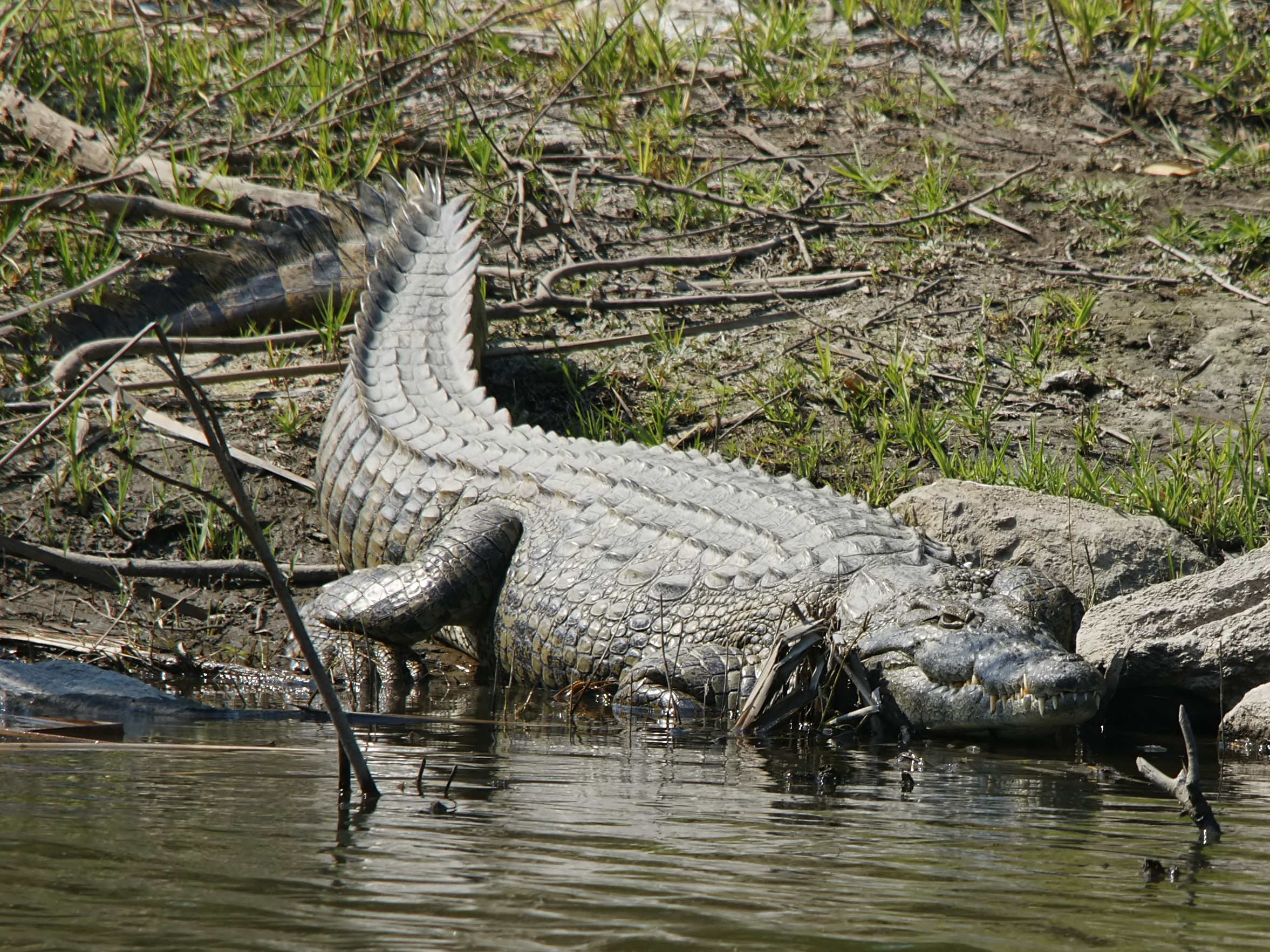
Adulto en Zambia.
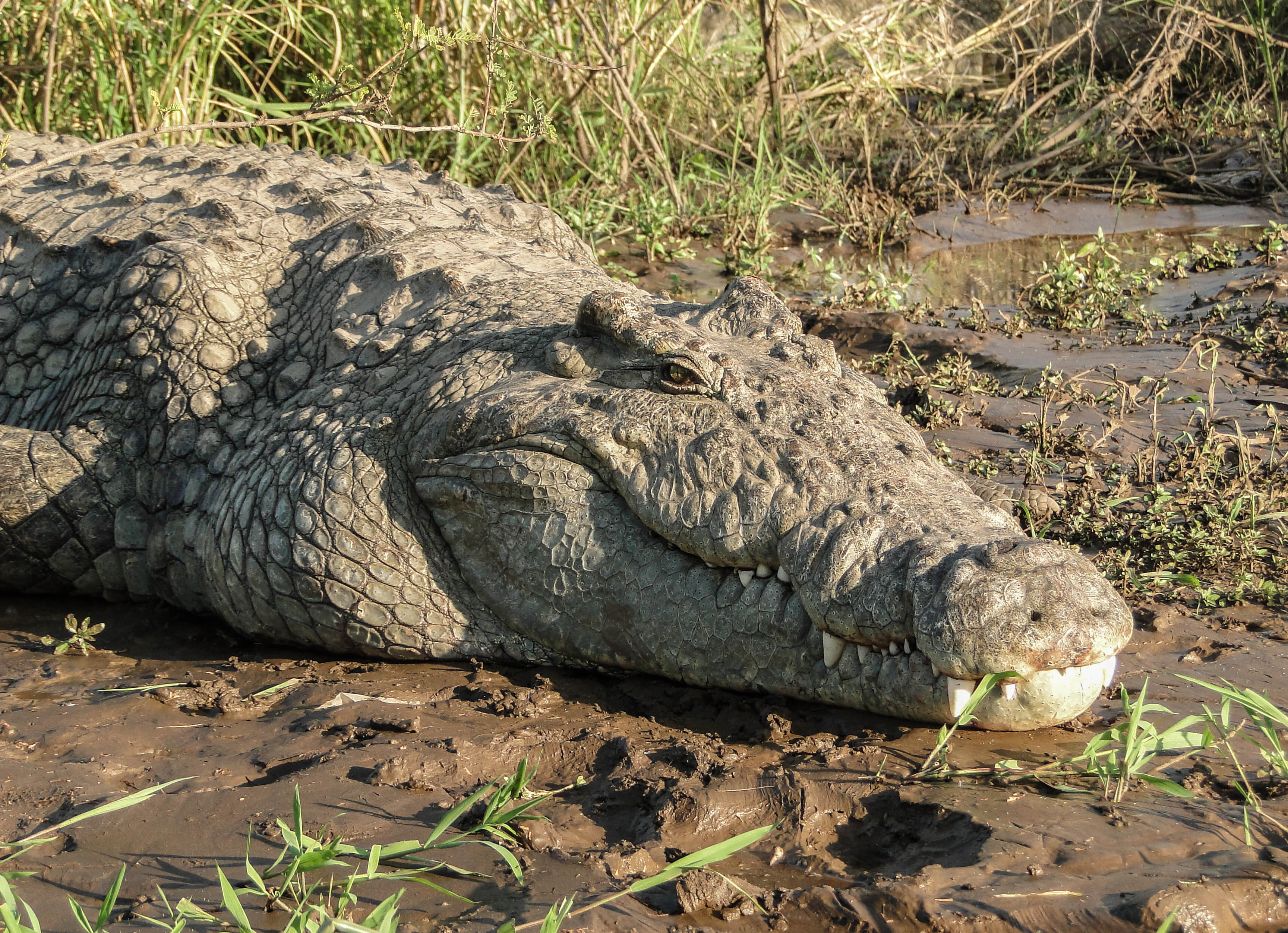
Lago Chamo, Etiopía.
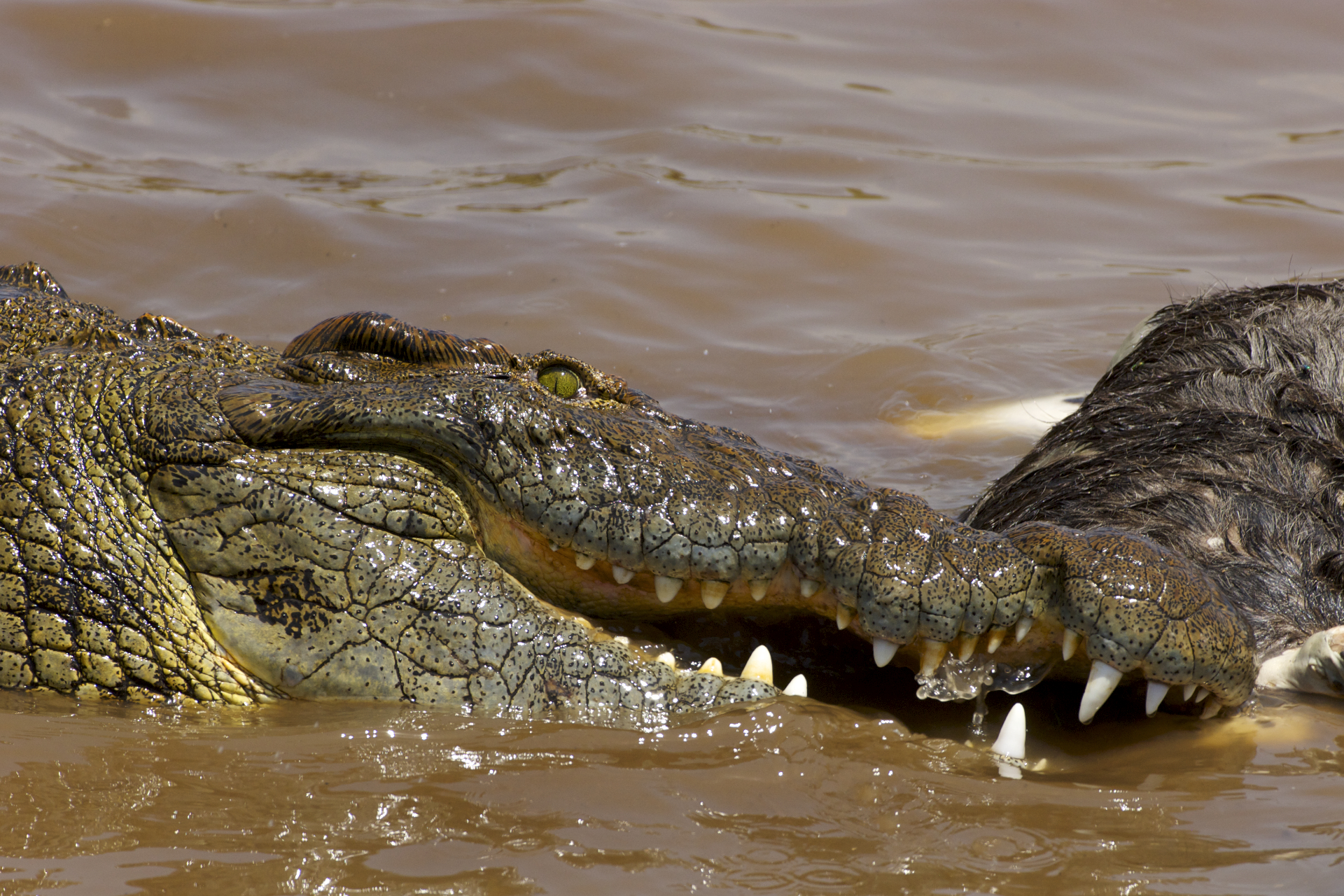
Cocodrilo del Nilo devorando un ñu muerto.
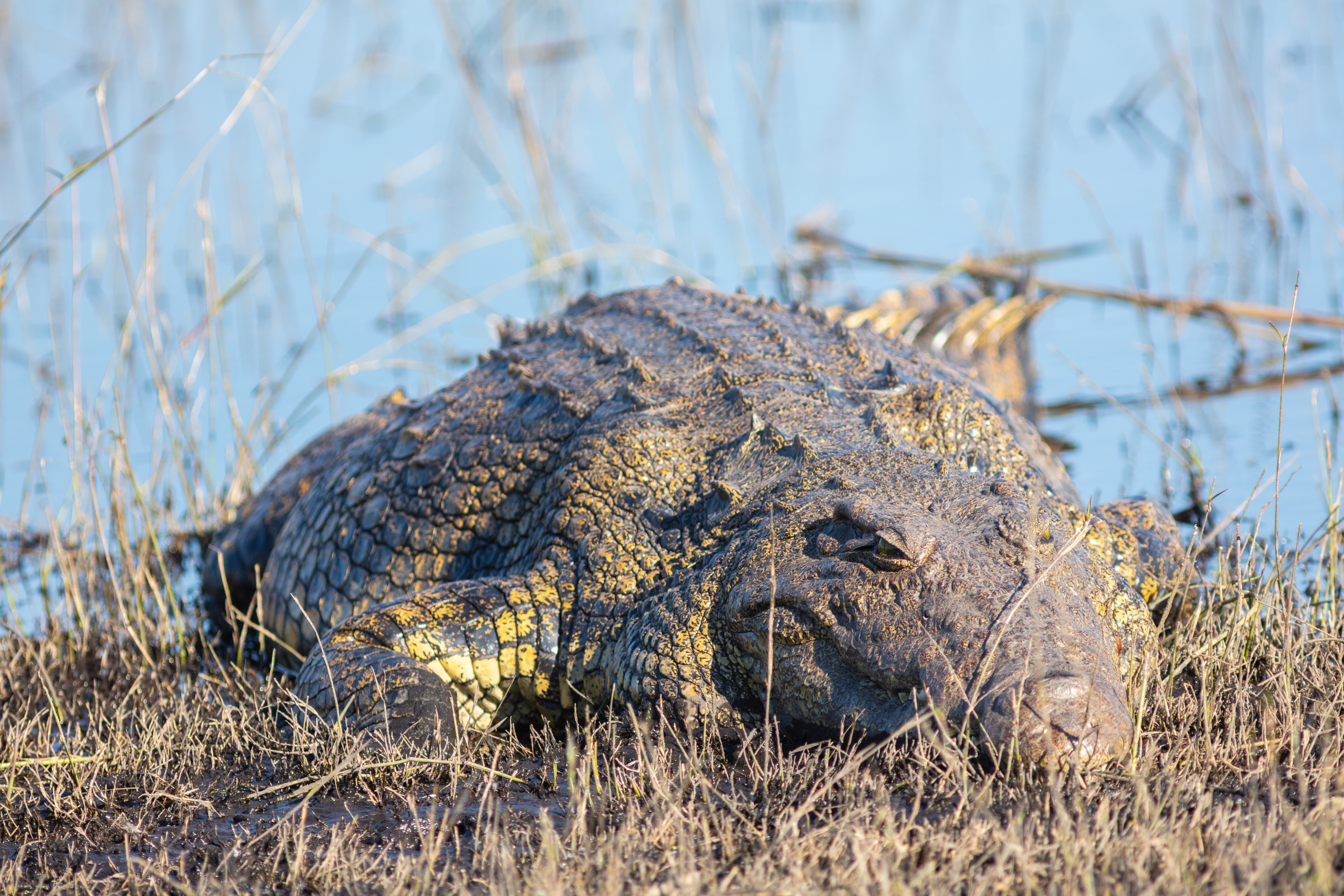
Parque nacional de Chobe, Botsuana.
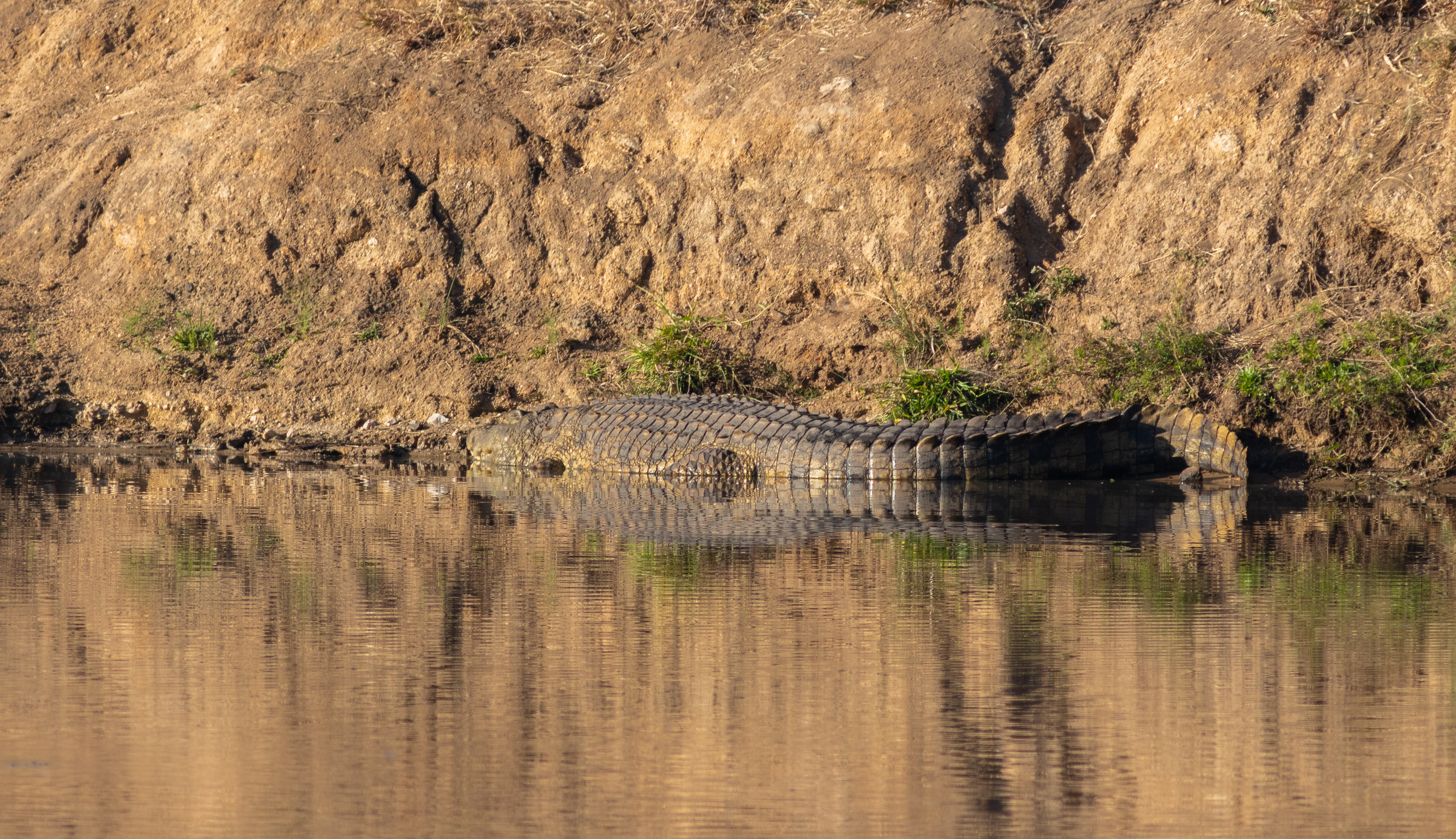
Parque nacional Kruger, Sudáfrica.
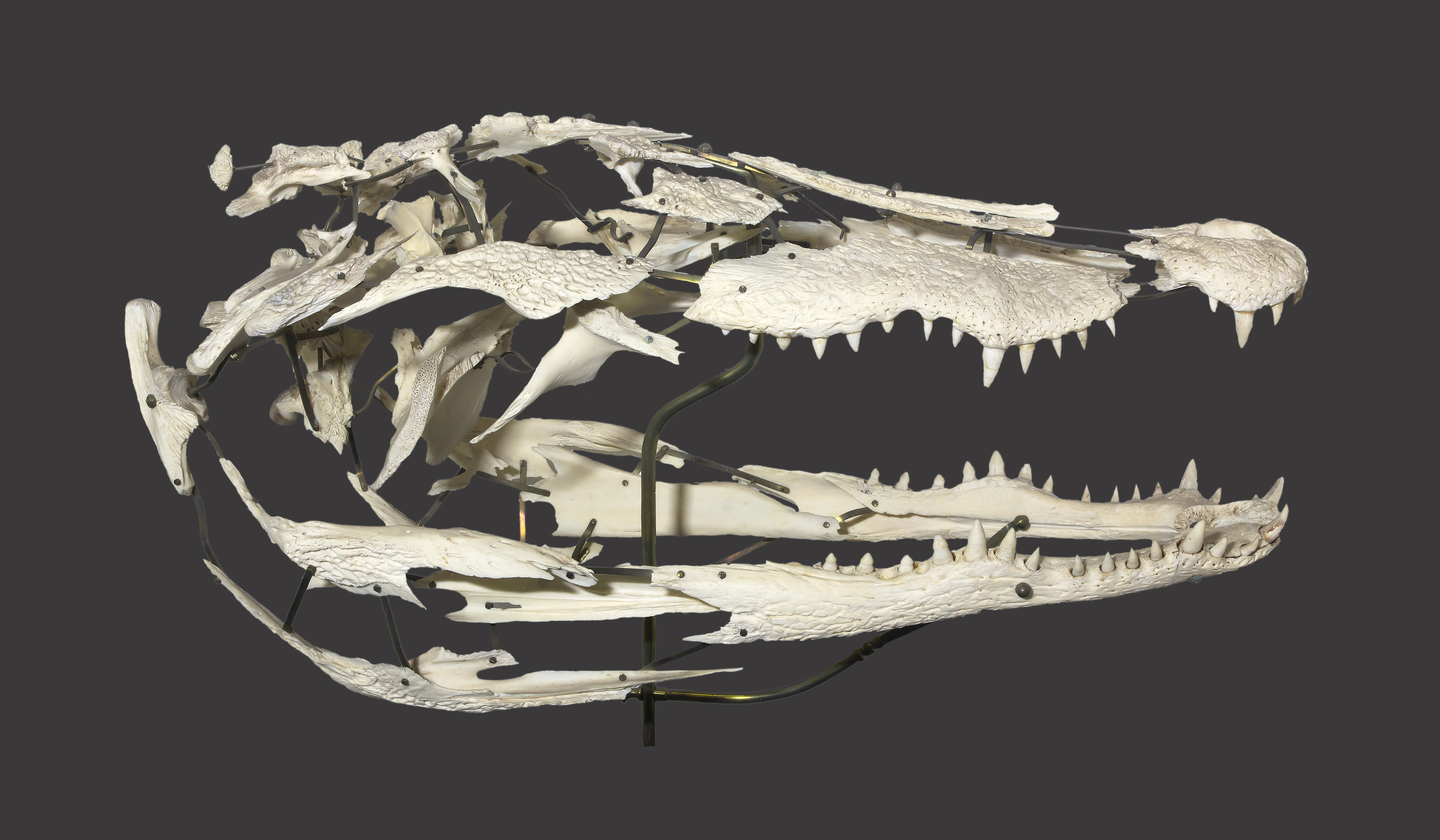
Cráneo - MHNT
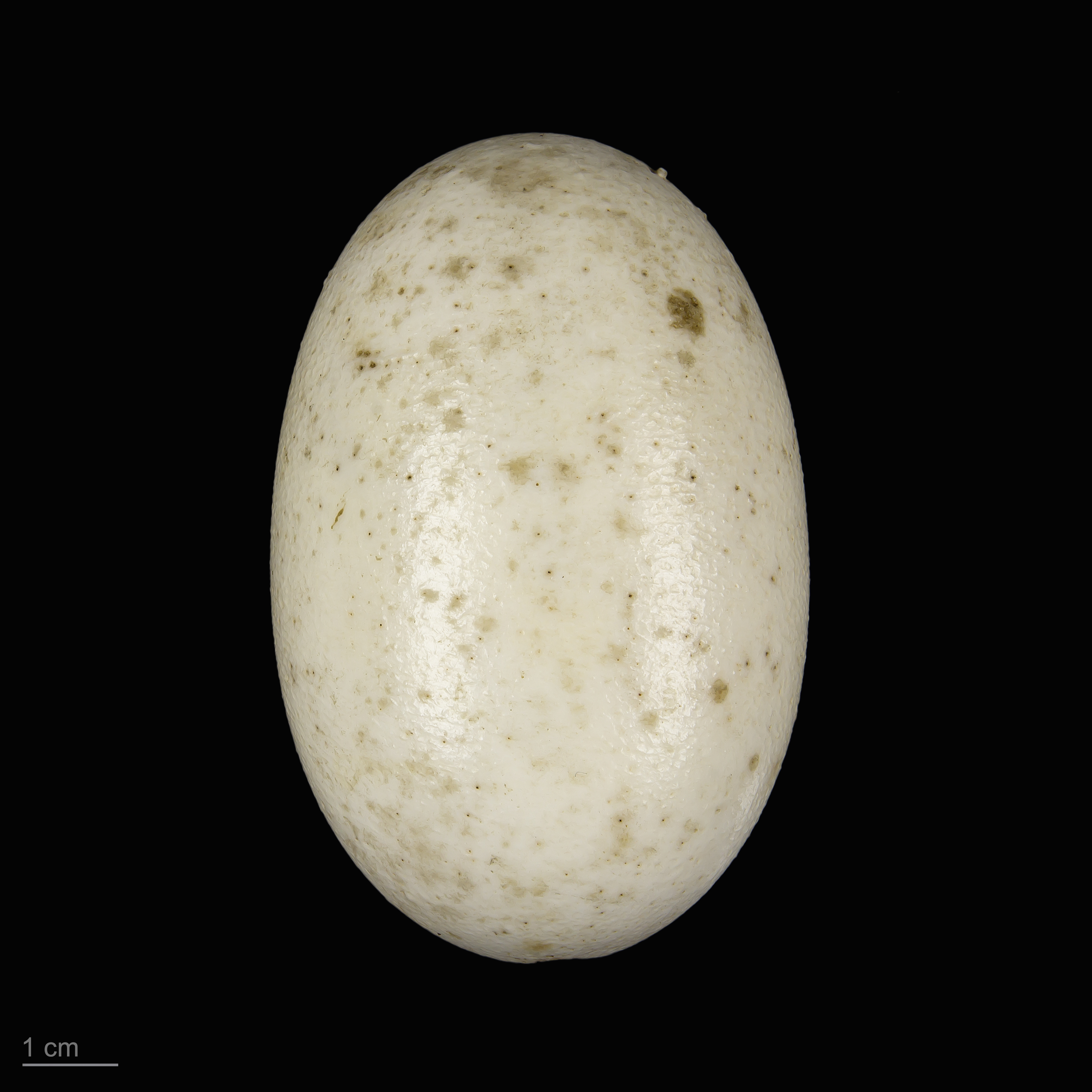
Crocodylus niloticus - MHNT